# Albert al III-lea, Conte de Gorizia
Albert al III-lea de Gorizia (d. 1365/1374) aparținând Casei de Gorizia, a fost conte de Gorizia din 1338 până la moarte și din 1339 Conte palatin al Carintiei.
Albert al III-lea a fost fiul din prima căsătorie a contelui Albert al II-lea de Gorizia cu Elisabeta de Hessa, fiica landgrafului Henric I. 
Între anii 1329 și 1338 Albert al III-lea a fost Landeshauptmann în Friuli⁠(d), Gorizia și Istria. În 1338 Albert a preluat împreună cu frații săi vitregi, Henric al V-lea și Meinhard al VI-lea, moștenirea vărului lor Ioan Henric al IV-lea de Gorizia. Printr-un acord încheiat cu frații săi vitregi în 1339, Albert a devenit Conte palatin al Carintiei. 
Albert a fost căsătorit întâi cu Elena (Helena), care provenea dintr-o familie nobilă, și apoi cu Caterina (1284–1308), o fiică a contelui Frederic I de Celje. 